# Цыганов, Владилен Александрович
Владиле́н Алекса́ндрович Цыганов (5 октября 1936, Самарканд — 6 февраля 2012, Москва) — советский и российский учёный-востоковед, специалист по новейшей истории Индонезии и Малайзии.

## Биография
В 1952 году поступил на истфак МГУ в группу, где изучался индонезийский язык, но окончил в 1959 году уже ИВЯ при МГУ (ныне ИСАА). До этого была двухлетняя переводческая работа в Торгпредстве в Джакарте. В 1965 году Владилен Александрович защитил кандидатскую диссертацию и стал преподавать в ИВЯ современную историю Индонезии (впоследствии ещё и историю Малайзии) — с перерывами в 1967—1971 и в 1973—1976 годах, когда он возглавлял Бюро АПН в Джакарте, где широко общался с представителями различных кругов индонезийского общества.
В. А. Цыганов был доцентом (с 1980 г.), а затем профессором (с 2000 г.) кафедры истории стран Дальнего Востока и Юго-Восточной Азии. В 1986—1989 годах занимал должность заместителя директора ИСАА МГУ. Докторскую диссертацию защитил в 1996 году. С этого же года стал одновременно преподавать и в Институте практического востоковедения. Почётный профессор МГУ (2010)

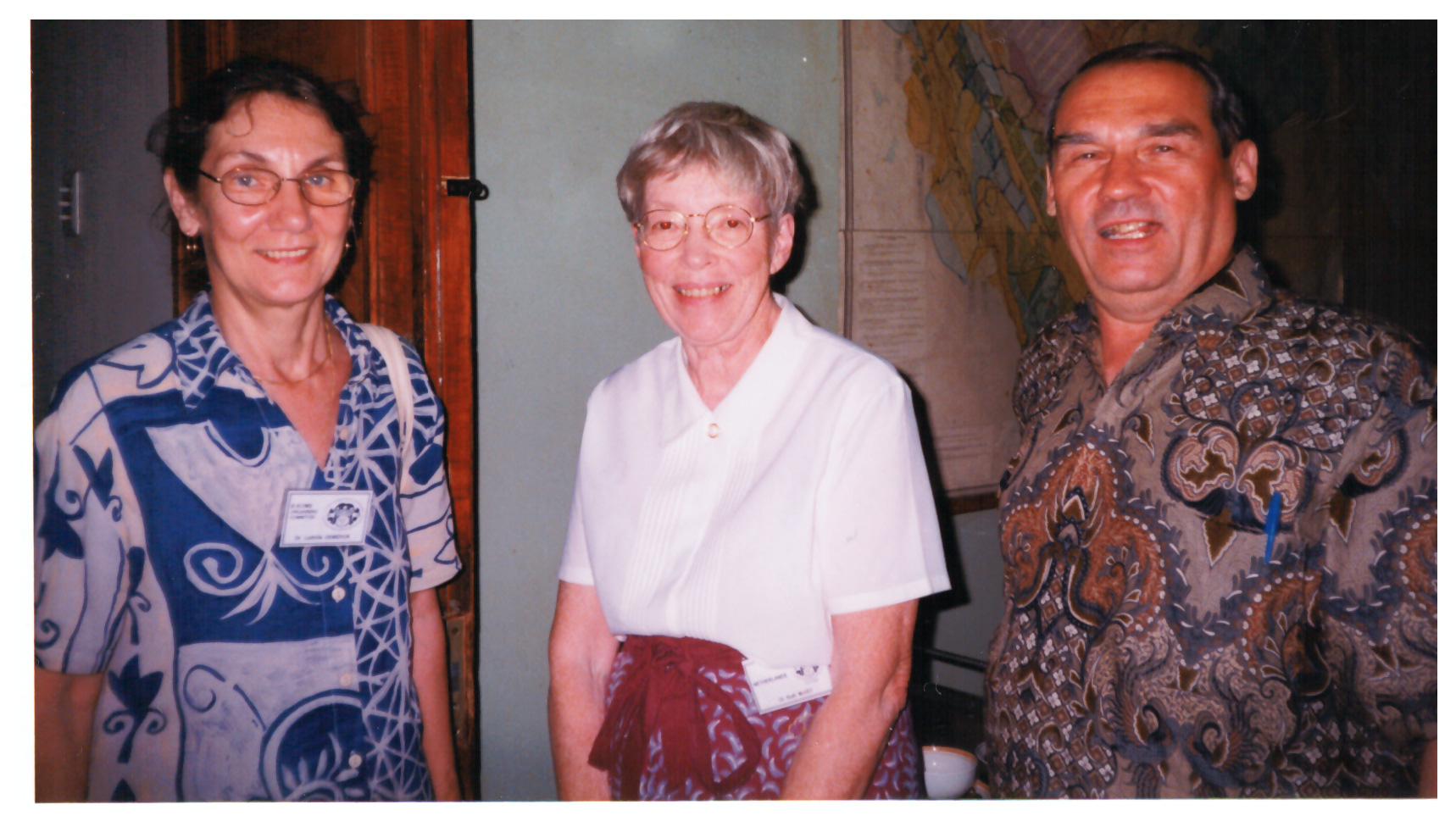
Владилен Цыганов с коллегами на XI Европейском коллоквиуме по индонезийским и малайским исследованиям в Москве 29.6.1999 г.

Он является автором большого числа научных трудов, в том числе фундаментального двухтомного учебника «История Индонезии» (1992/93; первый том совместно с ещё тремя авторами) и «Истории Малайзии XX в.» (совместно с В. А. Тюриным).
Прекрасно владея индонезийским языком, Владилен Александрович обращался также к переводам произведений индонезийской художественной литературы на русский язык. Среди таких переводов — роман Прамудьи Ананты Тура «На берегу реки Бекаси» (1965) и повесть Путу Виджаи «Огонь» (1981; в оригинале «Pabrik»).
В. А. Цыганов вел обширную общественную работу, долгие годы он был первым вице-президентом Общества дружбы с Индонезией. Член Общества «Нусантара» со времени его создания.

## Основные работы
- Национально-революционные партии Индонезии: 1927—1942. М.: Наука, Глав. ред. восточной лит-ры, 1969.
- История Индонезии. Ч.1: учебник для студентов вузов по специальности «История». М.: Издательство МГУ, 1992. (совместно с Д. В. Деопиком, Г. Г. Бандиленко и Е. И. Гневушевой).
- История Индонезии. Ч.2: учебник для студентов вузов по специальности «История». М.: Издательство МГУ, 1993.
- История Малайзии, XX век. М.: Институт востоковедения РАН, 2010. (совместно с В. А. Тюриным).

## Награды
- Орден Дружбы народов
- Почётный знак «За вклад в дело дружбы»
- Медаль «Ветеран труда»
- Медаль «В память 850-летия Москвы»
- Медаль «В ознаменование 100-летия со дня рождения Владимира Ильича Ленина» (1970)
- Почётная грамота Союза советских обществ дружбы и культурных связей с зарубежными странами (1983)
- Медаль Министерства культуры и туризма Малайзии (1989)
- Почётный знак «50 лет ИСАА МГУ» (2006)
- Почётный знак «250 лет МГУ» (2005)
- Звание Заслуженный профессор МГУ (2010)